# Nyabikenke (vattendrag i Burundi, Kayanza)
Nyabikenke är ett vattendrag i Burundi.   Det ligger i provinsen Kayanza, i den nordvästra delen av landet, 60 km norr om huvudstaden Bujumbura.
Omgivningarna runt Nyabikenke är en mosaik av jordbruksmark och naturlig växtlighet. Runt Nyabikenke är det tätbefolkat, med 735 invånare per kvadratkilometer.